# Фильшин, Геннадий Иннокентьевич
Генна́дий Инноке́нтьевич Фи́льшин (7 января 1931, село Малета, Петровско-Заводский район, Восточно-Сибирский край, РСФСР, СССР — 13 октября 2021, Иркутск) — советский и российский государственный деятель, народный депутат СССР (1989—1991), торговый представитель в Австрии (1992—2005). Доктор экономических наук.

## Биография
Родился в 1931 года в селе Малета Малетинского района Читинской области в крестьянской семье.
В 1949 году окончил среднюю школу и поступил на Экономический факультет МГУ. В 1954 году окончил МГУ, кандидат экономических наук. В 1954—1963 годы — преподаватель Иркутского политического института.
С 1963 года работал в аппарате плановой комиссии Восточно-Сибирского экономического района. В 1970—1972 годы — заместитель председателя Иркутской областной плановой комиссии.
В 1972—1990 годы — главный научный сотрудник, завотделом Института экономики АН СССР. В Верховном Совете СССР конца 1980-х годы Фильшина называли «теневым премьером» оппозиции.
1989—1990 — читал курс лекций в немецких и американских вузах
1989—1991 — народный депутат СССР, секретарь комиссии по планированию, бюджету и финансам Совета Союза ВС СССР. Член Межрегиональной депутатской группы.
С июля 1990 — по февраль 1991 — заместитель председателя Совета Министров РСФСР — председатель Государственного комитета РСФСР по экономике (первое правительство Силаева).
Был снят с поста вице-премьера после громкого скандала.
По словами Олега Греченевского: «Якобы Фильшин договорился с некими двумя английскими авантюристами о продаже им 140 миллиардов рублей наличными — всего за 7.8 миллиардов долларов. Видимо, этот выдающийся экономист просто не знал, что в Советском Союзе находилось тогда в обороте всего 70 миллиардов рублей — а также не представлял себе, что для вывоза за границу такого количества банкнот понадобится целый эшелон. В общем, это была какая-то крайне темная история, которая сильно смахивает на обычную чекистскую провокацию, направленную в конечном счете против главного российского лидера Бориса Ельцина — такая версия сразу же была высказана некоторыми журналистами».
Апрель — ноябрь 1991 — зам. министра внешних экономических связей РСФСР.
Со 2 октября по 11 ноября 1991 г. — и. о. министра внешних экономических связей РСФСР (второе правительство Силаева).
1992—2005 — торговый представитель РСФСР и РФ в Австрии.
Умер 13 октября 2021 года в Иркутске на 91-м году после тяжелой болезни.

## Награды
- Большой почётный знак «За заслуги перед Австрийской Республикой» (2001, Австрия)[17].

## Книги
- «Координированная эволюция сгруппированных систем поселений и размещения производства при развитии новых районов» (1986)
- «Городское расселение, региональное развитие и размещение производства: проблемы взаимодействия и управления» (1987)
- «Экономика Приангарья: проблемы и перспективы» (1988)
- «Степень подчиненности» (1989)[18]